# السلل العليا (نعمان)

تعديل مصدري - تعديل

السلل العليا هي إحدى قرى عزلة الوسط بمديرية نعمان التابعة لمحافظة البيضاء، بلغ تعداد سكانها 85 نسمة حسب تعداد اليمن لعام 2004.